# Kazimierz Tobolski
Kazimierz Tobolski (ur. 30 kwietnia 1936 w Tczewie, zm. 23 września 2018) – polski biolog, prof. dr hab.

## Życiorys
W 1961 ukończył studia w zakresie biologii na Uniwersytecie im. Adama Mickiewicza w Poznaniu  1 października 1960 roku, jeszcze będąc studentem, został zatrudniony u  profesora Zygmunta Czubińskiego w Zakładzie Systematyki i Geografii i Roślin. Pracował w Instytucie Geoekologii i Geoinformacji oraz Instytucie Paleogeografii i Geoekologii na Wydziale Nauk Geograficznych i Geologicznych Uniwersytetu im. Adama Mickiewicza w Poznaniu.  Praca doktorska z 1966 nosiła tytuł „Późnoglacjalna i  holoceńska historia roślinności na obszarze wydmowym w dolinie środkowej Prosny”.. 1 kwietnia 1984 uzyskał tytuł naukowy profesora nauk przyrodniczych. Miał stopień doktora habilitowanego.
Był członkiem Komitetu Badań Czwartorzędu na VII Wydziale Nauk o Ziemi i Górniczych Polskiej Akademii Nauk i Zespołu Wspierania Radia Maryja.
Członek Akademickiego Klubu Obywatelskiego im. Prezydenta Lecha Kaczyńskiego w Poznaniu.
Zmarł 23 września 2018. Został pochowany na Cmentarzu Junikowo w Poznaniu.